# رود کیتاکامی
رود کیتاکامی (ژاپنی: 北上川) چهارمین رود بزرگ در ژاپن و بزرگ‌ترین رود در ناحیه توهوکو است که از استان‌های میاگی و ایواته می‌گذرد. این رود دو دهانه دارد که یکی به خلیج ایشینوماکی و دیگری به اقیانوس آرام می‌ریزد که هر دو شاخه در شهر ایشینوماکی هستند.